# Group Sounds
La Group Sounds (Lingua giapponese: グループ・サウンズ, Sistema Hepburn: Gurūpu Saunzu), spesso abbreviato in GS, è un genere di musica rock giapponese che divenne popolare tra la metà e la fine degli anni '60 e diede inizio alla fusione tra la musica kayōkyoku giapponese e la musica rock occidentale. Le loro tecniche di produzione musicale erano considerate un ruolo pionieristico nella moderna musica popolare giapponese.
La Group Sounds sorse in seguito all'esibizione dei Beatles al Budokan nel 1966, e fu fortemente influenzata dalla musica beat britannica e dal garage rock statunitense degli anni '60. Tra gli artisti della Group Sounds c'erano the Tigers, the Tempters, the Spiders, the Mops, e the Golden Cups. Il movimento raggiunse l'apice alla fine del 1967, quando Jackey Yoshikawa and His Blue Comets vinsero il Japan Record Award.